# José Antonio Zorrilla
José Antonio Zorrilla Martínez (* 22. August 1915 in Mérida, Yucatán; † 26. November 1985) war ein mexikanischer Komponist, Schriftsteller, Drehbuchautor und Filmregisseur.

## Leben
Zorrilla studierte bis 1934 an der Academia Marden. 1935 wurde er Mitarbeiter des Radiosenders XEW in Mexiko-Stadt, für den er ab 1940 als Programmautor wirkte. Im Alter von 15 Jahren komponierte er gemeinsam mit Armando Cáceres und Ricardo Pinelo Río sein erstes Lied. Seit 1935 betätigte er sich auch als Textdichter von Liedern, die unter anderem von Alfredo Núñez de Borbón (Tu vanidad, Condena), Paco Treviño (Albur, Di la verdad), Juan Santiago Garrido (Hay que mentir), Mario Ruiz Armengol (Estoy enamorado), Alfonso Esparza Oteo (Como tú quieras), José Sabre Marroquín (Canción del mar, Eterno comenzar, No es a Dios este adiós, Te vas de mí), Javier Ruiz Rueda (Cosas del amor, No vuelvas, Parece Mentira, Dulce aventura, Déjate ver) und Miguel Prado Paz (No es posible, Lloran mis esperanzas, En este aniversario, Lo nuestro) vertont und von Musikern wie Pedro Infante, Amalia Mendoza, Marco Antonio Muñiz, Mario Alberto Rodríguez, Olga Guillot, Juan Arvizu, Pepe Jara, José Antonio Méndez, Luis Alcaraz, Alberto Vázquez, Pedro Vargas, Amparo Montes, Emilio Gálvez, Víctor Yturbe, Daniel Santos, Ana María González, Javier Solís, Miguel Prado Paz, Nicolás Urcelay, Olga Darson, Gina Romand, Carmela Rey, María Victoria, den Hermanas Landín (María Luisa und Avelina Landín), Chucho Martínez Gil, Hugo Avendaño, Gloria Luz, Eduardo Solís, Chelo Flores, Salvador García, Luis G. Roldán, Emilio Gálvez und José Luis Caballero gesungen wurden.
1943 kam er auf Einladung von Alfonso Sordo Noriega als Autor und Produzent zur Rundfunkstation XEX. 1946 gehörte er zu den Gründungsmitgliedern der Sociedad de Autores y Compositores de Música und wurde deren Sprecher und Vizedirektor. Mit Aufkommen des Fernsehens wurde er künstlerischer Leiter, Autor und Produzent bei Canal 4 von Telesistema Mexicano. Unter Präsident Adolfo López Mateos war er Kommentator der Noticias Políticas de Provincia. Während der Olympischen Sommerspiele 1968 war er Koordinator des Rundfunks des Organisationskomitees. Für den Canal 11 des Instituto Politécnico Nacional produzierte er das Programm Historia de la Canción Romántica de México.
Außerdem wirkte Zorrilla an mehreren Filmen als Drehbuchautor, Regisseur und Komponist mit. 1975 zeichnete ihn das Ayuntamiento de Mérida mit der Medalla Guty Cárdenas aus. 1978 erhielt er die Medalla Agustín Lara der Sociedad de Autores y Compositores de Música. Seit 1982 befindet sich ein Porträt Zorrillas in der Galerie des Museo de la Canción Yucateca. Seine Bronzebüste wurde 2002 auf der Plaza de los Compositores Mexicanos in Mexiko-Stadt aufgestellt.